# Ernst Lubitsch

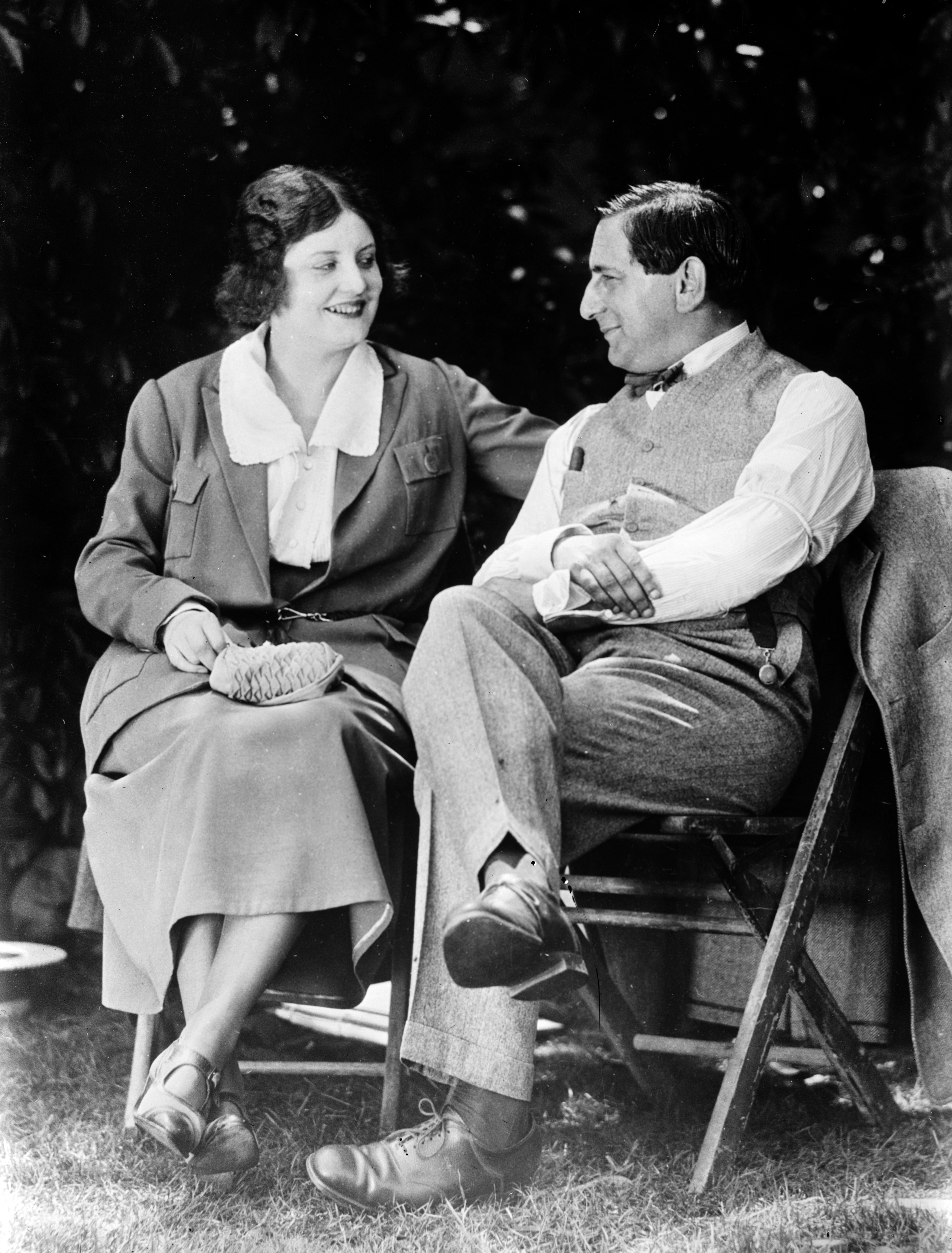
Ernst Lubitsch och Helene Kraus, hans fru 1922–1930.

Ernst Lubitsch, född 28 januari 1892 i Berlin i Kejsardömet Tyskland, död 30 november 1947 i Hollywood i Los Angeles, var en tysk filmregissör, filmproducent, manusförfattare och skådespelare. Lubitsch urbana komedier gav honom rykte om att vara Hollywoods mest elegante och sofistikerade regissör; då hans anseende växte, marknadsfördes hans filmer med uttrycket att de hade "the Lubitsch touch". Bland Lubitschs mest kända verk finns Tjuvar i paradiset (1932), Ninotchka (1939), Den lilla butiken (1940) och Att vara eller icke vara (1942).

## Biografi
Ernst Lubitsch debuterade som regissör 1914 och hans rykte steg under senare delen av 1910-talet, inte minst tack vare filmatiseringen av Gustave Flauberts klassiker Madame Bovary (1919). Han lämnade Tyskland för Hollywood 1922, inbjuden av Mary Pickford. Känd som han är för sina sofistikerade komedier, regisserade han också sedan Äktenskapsvirveln (1924) och Hans största frestelse (1925), den senare efter Oscar Wildes komedi Solfjädern, med flera filmer.
I och med ljudfilmen gjorde Lubitsch sig snart känd som en skicklig regissör i den musikaliska komedigenren, bland annat med den Oscarnominerade Leende löjtnanten (1931) med Maurice Chevalier. Han fortsatte med sofistikerade och vitsiga komedier under 1930- och 40-talet, och ibland var de också satiriska, som i Ninotchka (1939) med Greta Garbo, efter manus av Billy Wilder, eller den mörkare anti-nazistiska farsen, Att vara eller icke vara (1942) med Carole Lombard.
År 1947 mottog Lubitsch en Heders-Oscar för sin långa karriär. Han dog senare samma år.
I Berlin finns på Bleibtreustrasse 47 en restaurang, Lubitsch, uppkallad efter regissören.

## Filmografi i urval
- 1919 – Ostronprinsessan
- 1919 – Kungens mätress
- 1920 – Sumurun
- 1923 – Rosita
- 1924 – Äktenskapsvirveln
- 1924 – Det förbjudna paradiset
- 1925 – Hans största frestelse
- 1926 – Inte ett ord till min fru
- 1927 – Gamla Heidelberg
- 1928 – Patrioten
- 1929 – Prinsgemålen
- 1931 – Leende löjtnanten
- 1932 – Tjuvar i paradiset
- 1933 – Oss gentlemän emellan
- 1934 – Glada änkan
- 1938 – Blåskäggs åttonde hustru
- 1939 – Ninotchka
- 1940 – Den lilla butiken
- 1941 – Korsdrag i paradiset
- 1942 – Att vara eller icke vara
- 1943 – Himlen kan vänta
- 1945 – Skandal vid hovet
- 1946 – Husan som inte visste sin plats
- 1948 – Damen i hermelin